# Хмелеграб обыкновенный
Хмелегра́б обыкнове́нный (лат. Ostrya carpinifolia) — вид деревьев рода Хмелеграб (Ostrya) семейства Берёзовые (Betulaceae).

## Название
Латинское видовое название carpinifolia происходит от латинских слов Cárpinus (граб) и fólium (лист), то есть переводится как «граболистный».

## Распространение и экология
В диком виде растёт на Кавказе и в Закавказье, в Европе, Средиземноморье и Малой Азии.
Хмелеграб обыкновенный произрастает в ниже- и среднегорном поясах по ущельям и скалам до высоты 1200 метров над уровнем моря, преимущественно в широколиственных лесах, чисто хмелеграбовые насаждения встречаются редко. Предпочитает известковые почвы. Теплолюбив, хорошо переносит сухие почвы. Довольно теневынослив.
Растёт медленно: в первый год достигает высоты 15 см, на третий год вырастает до 30—70 см. Предельной своей высоты достигает примерно к 40 годам, после чего лишь расширяется крона и утолщается ствол.

## Ботаническое описание
Дерево высотой до 15—20 метров с густой шатровидной кроной, диаметр ствола достигает 30 см. Живёт до 100 лет. Корень в первый год жизни стержневой, в дальнейшем образует мощную, разветвлённую корневую систему.
Кора тёмно-бурая, с глубокими продольными трещинами, отслаивается длинными свисающими полосами. Молодые ветви бурые, опушённые.
Листья очерёдные, длиной 4—10 см, шириной 3—6 см, яйцевидные или яйцевидно-продолговатые, к вершине постепенно сужающиеся, с округлым или слабосердцевидным основанием, на опушённых черешках длиной до сантиметра. Цвет листовой пластинки светло-зелёный, снизу более светлый. Края двоякозубчатые с острыми зубчиками.
Цветёт хмелеграб обыкновенный в апреле, одновременно с распусканием листьев. Мужские и женские цветки расположены на концах побегов в отдельных серёжках. Мужские серёжки цилиндрические, красновато-коричневые, 6—9 см длиной, женские шишковидные, намного короче.
Плоды — яйцевидные, гладкие, сплюснутые с боков жетовато-бурые орешки длиной около 5 мм, завёрнутые в плёнчатые обёртки соломенного цвета с множеством продольных жилок и ломкими колючими волосками. Орешки собраны в соплодия длиной 5—8 см, диаметром до 4 см, похожие на шишечки хмеля. Созревают в августе—сентябре. Очень большое количество орешков (до 95 %) оказываются пустыми.

## Применение
Хмелеграб обыкновенный перспективен для использования в качестве паркового растения в южных областях России.
Обладает ценной древесиной, она коричневато-бурого цвета, тяжёлая и плотная.
|                                                                          |  |  |  |
| Слева направо: Ствол. Мужские серёжки. Зелёные и зрелые женские серёжки. |  |  |  |

## Таксономия
Вид Хмелеграб обыкновенный входит в род Хмелеграб (Ostrya) подсемейства Лещиновые (Coryloideae) семейства Берёзовые (Betulaceae) порядка Букоцветные (Fagales).
|  |                                      |  |                                                             |                                                             |                     |  | ещё 7 семейств (согласно Системе APG II) | ещё 7 семейств (согласно Системе APG II)                   |                                                            |  |  |  | ещё 3 рода  | ещё 3 рода                 |  |  |
|  |                                      |  |                                                             |                                                             |                     |  | ещё 7 семейств (согласно Системе APG II) | ещё 7 семейств (согласно Системе APG II)                   |                                                            |  |  |  | ещё 3 рода  | ещё 3 рода                 |  |  |
|  |                                      |  |                                                             | порядок Букоцветные                                         |                     |  |                                          |                                                            | подсемейство Лещиновые                                     |  |  |  |             | вид Хмелеграб обыкновенный |  |  |
|  |                                      |  |                                                             | порядок Букоцветные                                         |                     |  |                                          |                                                            | подсемейство Лещиновые                                     |  |  |  |             | вид Хмелеграб обыкновенный |  |  |
|  | отдел Цветковые, или Покрытосеменные |  |                                                             |                                                             | семейство Берёзовые |  |                                          |                                                            | род Хмелеграб                                              |  |  |  |             |                            |  |  |
|  | отдел Цветковые, или Покрытосеменные |  |                                                             |                                                             |                     |  |                                          |                                                            |                                                            |  |  |  |             |                            |  |  |
|  |                                      |  | ещё 44 порядка цветковых растений (согласно Системе APG II) | ещё 44 порядка цветковых растений (согласно Системе APG II) |                     |  |                                          | ещё одно подсемейство, Берёзовые (согласно Системе APG II) | ещё одно подсемейство, Берёзовые (согласно Системе APG II) |  |  |  | ещё 8 видов |                            |  |  |
|  |                                      |  |                                                             | ещё 44 порядка цветковых растений (согласно Системе APG II) |                     |  |                                          |                                                            | ещё одно подсемейство, Берёзовые (согласно Системе APG II) |  |  |  |             |                            |  |  |